# 金昭希 (速滑运动员)
金昭希（韩语：／，1976年9月16日—），韩国女子短道速滑运动员。她是1992年世界短道速滑锦标赛全能冠军。

## 职业生涯
1992年世界短道速滑锦标赛中，金昭希获得全能冠军。1994年利勒哈默尔冬奥会中，金昭希获得3000米接力金牌和1000米铜牌。